# Эмиев, Арби Асланбекович
Арби Асланбекович Эмиев (род. 20 апреля 1991, Грозный, Чечено-Ингушская АССР, РСФСР, СССР) – российский кикбоксер и боец смешанных единоборств. Обладатель Кубка Мира 2012, серебряный призёр Кубка России 2014. Чемпион Мира 2019 года в полусреднем весе по версии World Kickboxing Network. Выступал в турнирах таких бойцовских организаций как ACB, Kunlun Fight, Glory и других.

## Биография
Родился 20 апреля 1991 года в городе Грозный. В 2010 году начал заниматься тайским боксом у Рамзана Есиева в бойцовском клубе «Грозный».
В 2012 году стал обладателем Кубка мира по кикбоксингу в весовой категории до 67 кг. В 2014 году стал серебряным призёром Кубка России в категории до 71 кг.
В 2016 году одержал ряд побед на крупных международных турнирах: Kunlun Fight 38, Super Muay Thai, Top King World Series, WHMC.
В 2017 году в финале Top King World Series 12 проиграл действующему чемпиону Йодвичу Кеммуайтайджиму.
В 2018 году выступал на турнирах Mix Fight Championship и WFC Kong fu king China.
В 2018 году проиграл Артёму Пашпорину в бою за титул чемпиона организации S-1.
В 2019 году стал чемпионом мира по версии World Kickboxing Network.
В 2019 году на турнире Glory 69 проиграл нидерландскому кикбоксеру Массаро Глундеру.
В 2020 году стал чемпионом турнира Russian Cagefighting Championship 8, победив чемпиона Европы и России Василия Семёнова.
Всего провёл 65 поединков в профессиональном кикбоксинге, в которых одержал 47 побед. 
В декабре 2020 года состоялся его профессиональный дебют в смешанных единоборствах.
В марте 2021 года на турнире Fair Fight 14 победил чемпиона мира по версии WAKO Никиту Курбатова.